# Staggia Senese
Staggia Senese (pronuncia: Stàggia) è una frazione del comune italiano di Poggibonsi, nella provincia di Siena, in Toscana.

## Storia
Il toponimo Staggia deriverebbe dal personale latino Staius, oppure dal germanico stadjan (stabilire, fermare, statuire, e quindi per estensione: luogo in cui ci si è stabiliti).
Il primo riferimento storico all'abitato di Staggia è del 994 dal quale risulta l'esistenza di un borgo munito di rocca di cui re Berengario aveva confermato la proprietà alla famiglia dei Soarzi. Alcuni riferimenti successivi permettono di sapere che l'insediamento è di origine longobarda.
In questo periodo il borgo si colloca praticamente sul confine fra i territori senese e fiorentino, passando dall'uno all'altro in funzione delle alterne vicende dei combattimenti.
Alla fine del Duecento la famiglia Soarzi è in declino mentre Staggia inizia ad avere un'importanza anche dal punto di vista commerciale, trovandosi a cavallo della Via Francigena.
Dopo la battaglia di Monteaperti nel 1260 e la vittoria del partito ghibellino Staggia passa sotto l'influenza senese, suscitando rivendicazioni da parte di Firenze e Poggibonsi presso il re Manfredi, per cercare di mantenere il castello sotto la pertinenza fiorentina. Nel 1295 Guido della Foresta detto dei Franzesi rientra in Italia dopo un periodo di attività in Francia alla corte di Filippo il Bello acquisendo la cittadinanza di Siena e acquistando i possedimenti di Staggia. I figli di Guido si ritrovano possedimenti nei territori di entrambi i contendenti, Siena e Firenze: infatti hanno dei possedimenti anche a Firenze, Figline Valdarno e San Gimignano. Sotto i Franzesi il borgo di Staggia ed il suo castello si ritrovano al centro delle varie guerre che segnano il XIV secolo in Toscana con ruoli anche di primo piano. Nel 1360 nel salone della Rocca viene firmato un trattato di pace fra Siena e Firenze.
Nel 1361 la Repubblica Fiorentina ne assume definitivamente il controllo. Da questo momento Staggia diviene un territorio fiorentino e la Repubblica provvede a mantenere attivo il suo sistema di fortificazioni: la rocca e le mura perimetrali.
Da documenti dell'archivio dell'Opera del Duomo di Firenze risulta che nel marzo del 1431 viene mandato a Staggia, a Rencine ed a Castellina in Chianti l'architetto Filippo Brunelleschi con il compito di sovrintendere ai lavori di fortificazione.
Nel 1476/1477 a seguito della Congiura dei Pazzi le truppe senesi alleate a quelle papali riconquistarono i territori di confine arrivando fino alla Certosa di Firenze senza riuscire a conquistare Staggia e la sua Rocca.
Con l'arrivo delle artiglierie agli inizi del Cinquecento la Rocca perde la sua importanza a vantaggio delle strutture con fortificazioni idonee che si stanno creando sia a Poggibonsi che a Colle di Val d'Elsa.
L'aggettivo Senese nasce nel periodo post-unitario per distinguere questo centro abitato da quello di Staggia Modenese, frazione del comune di San Prospero.

## Monumenti e luoghi d'interesse
Il centro storico risulta ancora quasi completamente chiuso dalle mura (con l'eccezione di due "tagli" esistenti in corrispondenza degli ingressi nord e sud di via Romana) dotate di camminamento sorretto da mensole in pietra sovente rinforzate da archi, intervallate da torri di varia forma (quadrangolari, poligonali, oltre a una pseudo-ellittica scomparsa) apprezzabili da via XXV Aprile e via XXIV Maggio (tratto occidentale) e dal camminamento Maggiolino (tratto orientale). Delle tre porte (Porta Romana, Porta Fiorentina e Porta Lecchi) sussistono soltanto le ultime due, entrambe a ridosso della rocca, in quanto la Porta Romana fu fatta saltare dalle truppe naziste in ritirata nel 1944 assieme all'alto torrione che le sorgeva subito a sinistra e agli edifici adiacenti. All'interno delle mura, oltre al castello di Staggia Senese collocato all'estremità settentrionale dell'abitato storico, sorge in piazza Anton Francesco Grazzini, la chiesa di Santa Maria Assunta a Staggia, con il piccolo museo di arte sacra che ospita tra le altre opere l'Assunzione di santa Maria Maddalena di Antonio del Pollaiolo.
Degni di interesse, situati entrambi nelle vicinanze dell'incrocio nord tra via Romana e via XXIV Maggio, sono anche il complesso chiamato comunemente la Fattoria, già Fattoria Egidi (costituito da strutture agricole recentemente adibite ad abitazione) e il Teatro della Filarmonica (in seguito Teatro del Popolo, poi tra gli anni ottanta e novanta Pista Arcobaleno, e oggi Teatro Carosello), edificato nel 1911 su un terreno messo a disposizione da Mario Bernabei (figlio di Corrado) ed eseguito da Benvenuto Viligiardi, consistente in una sala con grande palco unico.
Subito fuori Porta Lecchi, poco distante dalle rive del torrente Staggia (da non confondere con l'omonimo torrente del Casentino, il quale si getta nell'Arno in corrispondenza dell'abitato di Stia) che qui scorre incassato tra affioramenti di travertini pliocenici-olocenici, è presente una struttura molto trasformata denominata localmente il Mulino, vicino al quale sgorga una sorgente perenne che ha dissetato gli staggesi per molto tempo. Un'altura poco a occidente dell'abitato, raggiungibile da via Alfio Ticci, è occupata dalla Villa della Verrucola, sorta forse su preesistenze medievali, avente un aspetto perlopiù otto-novecentesco, articolata attorno ad una corte dove si affaccia la villa vera e propria, una cappella e altri fabbricati minori.

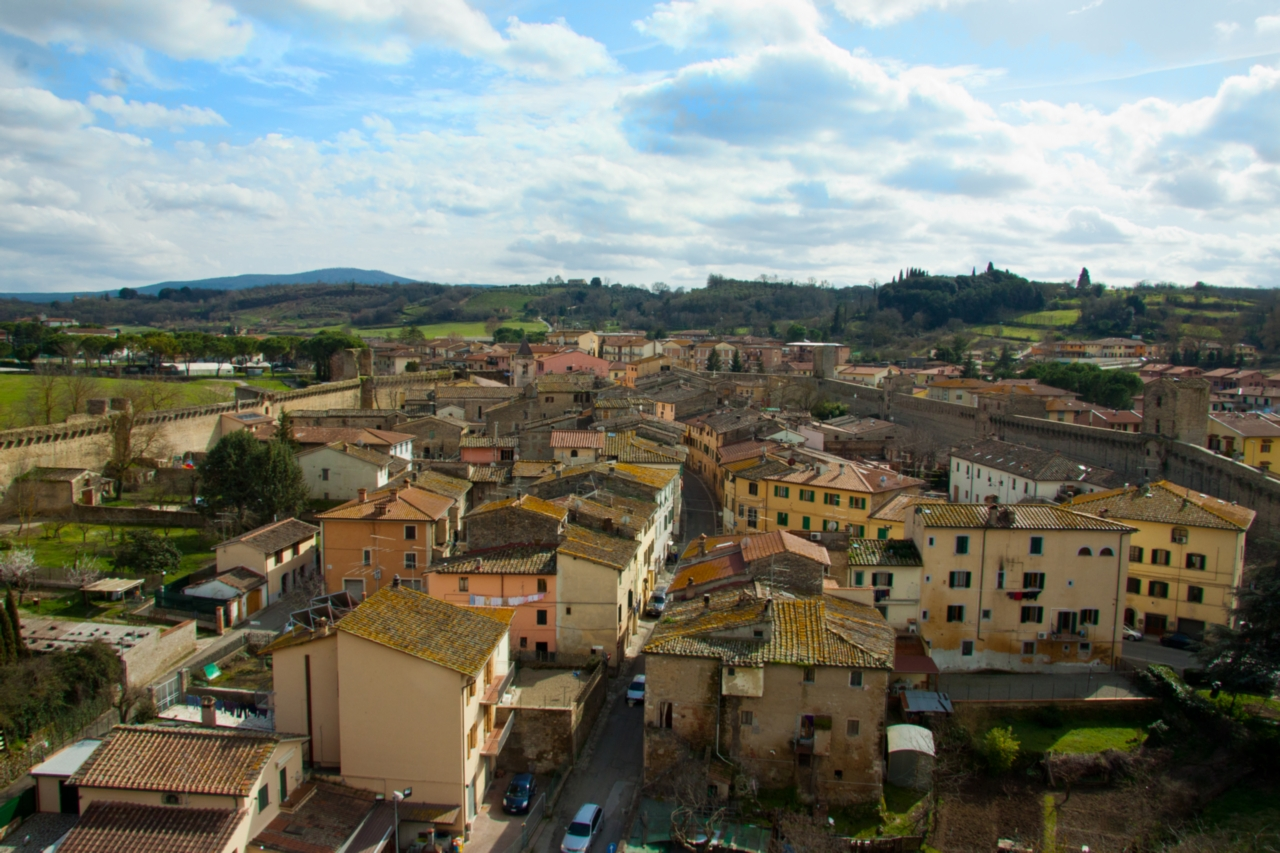
Panorama del centro abitato dalla Rocca

## Cultura
- Attorno al 1855 vi fu attivo un gruppo di pittori, denominato Scuola di Staggia, cui sono state dedicate delle mostre[5][6].
- Dal 1997 vi si svolge annualmente il Festival internazionale delle Ombre[7].
- Dal 2005 è attivo il Centro Culturale "Amici del Timone" di Staggia Senese che organizza una decina di conferenze l'anno e, dal 2009, il "Giorno del Timone della Toscana"[8].
- Dal 2011 è attivo il centro di lettura I' Lasca, ospitato nei locali della Scuola Media Statale Leonardo da Vinci.
- Dal 2005, Mauro Bilenchi durante il periodo delle feste natalizie, realizza uno dei Presepi meccanizzati più belli della Val D'Elsa, all'interno dei locali della Parrocchia.